# مگنتوالکتروالاستیک
مواد مگنتوالکتروالاستیک، اتصال داخلی بین حوزه‌های مغناطیسی، الکتریکی و الاستیک را نشان می‌دهند. مواد مگنتوالکتروالاستیک دارای رفتاری مشترک بین حوزه‌های الاستیک، الکتریک و مغناطیس هستند. این مواد در طبیعیت به صورت آزاد یافت نمی‌شوند و در واقع کامپوزیت یک ماده پیزوالکتریک و یک ماده پیزومغناطیس تشکیل ماده مگنتوالکتروالاستیک را می‌دهد.
مواد مگننوالکتروالاستیک، کرنش ایجاد شده به دلیل تغییر شکل را به صورت میدان‌های الکتریکی و مغناطیسی آزاد می‌کنند. با اتصال الکترودهایی به این مواد و سپس وصل کردن آنها به یک مصرف‌کننده الکتریکی (اصطلاحا مقاومت بار) می‌توان این انرژی مکانیکی را به توان الکترومغناطیسی تبدیل کرد. قابل ذکر است که برای تبدیل میدان مغناطیسی به الکتریکی ابتدا بایستی میدان مغناطیسی را با استفاده از سیم پیچ یا القاگر به جریان الکتریکی تبدیل کرد.

## معادلات تشکیل دهنده
معادله تشکیل دهنده مواد مگنتوالکتروالاستیک به صورت زیر تعریف می‌شود:
{\displaystyle \{\sigma \}=[Q]\{\epsilon \}-[e]\{E\}-[q]\{H\}}
{\displaystyle \{D\}=[e]^{T}\{\sigma \}+[\in ]\{E\}+[d]\{H\}}
{\displaystyle \{B\}=[q]^{T}\{\epsilon \}+[d]\{E\}+[\mu ]\{H\}}
که در معادله فوق {\displaystyle \sigma }، D و B به ترتیب، تنش مکانیکی، جابجایی الکتریکی و چگالی شار مغناطیسی و ماتریس‌های Q, e، d, {\displaystyle \in }، q و {\displaystyle \mu } به ترتیب ضریب پیزومغناطیسی، گذردهی الکتریکی، ضریب الکترومغناطیسی، ضریب پیزوالکتریکی، مدول الاستیسیته، و نفوذپذیری مغنایسی هستند.

## کاربردها
به‌طور کلی مواد هوشمند به دلیل خاصیت تبدیل انرژی‌ای که دارند قابلیت استفاده در انواع سنسورها و ترنسدیوسرها را دارند. به‌طور خاص مواد هوشمند مگنتوالکتروالاستیک می‌توانند به عنوان یک منبع تولیدکننده توان مورد استفاده قرار گیرند. با قرار دادن این مواد در سیستم‌های مرتعش می‌توان تغییر شکل مکانیکی آنها را به صورت توان الکتریکی استخراج و ذخیره کرد.

## مقایسه
در مقایسه مواد مگنتوالکتروالاستیک با مواد پیزوالکتریک و پیزومغناطیس، از لحاظ مقدار انرژی آزاد شده، بایسنی به این نکته دقت شود که چون مواد مگنتوالکتروالاستیک از ترکیب مواد پیزوالکتریک و پیزومغناطیس ساخته می‌شوند، پس خواص فیزیکی این ماده مستقیماً مرتبط به مواد سازنده‌اش می‌باشد و در حجم ثابت معمولاً خواص مشابه ماده مگنتوالکتروالاستیک از مواد اصلی سازنده‌اش کمتر است. به عنوان مثال ضریب پیزوالکتریکی و پیزومغناطیسی آن به ترتیب از ماده اصلی سازنده پیزوالکتریک و پیزومغناطیس‌اش کمتر است.
از این رو معمولاً در شرایط مشابه تحریک، این مواد انرژی کمتری نسبت به مواد پیزوالکتریکی و پیزومغناطیسی سازنده‌اش تولید می‌کنند.